# Старая Пустошка
Старая Пустошка — деревня в России, в Пустошкинском районе Псковской области. Входит в состав Пригородной волости.

## География
Деревня расположена на северо-западной границе города Пустошка.

## Население
| 2002 | 2010 |
| ---- | ---- |
| 126  | ↘102 |

Численность населения деревни по оценке на начало 2001 года составляла 114 жителей.